# Drosophila albomarginata
Drosophila albomarginata är en tvåvingeart som beskrevs av Oswald Duda 1927. Drosophila albomarginata ingår i släktet Drosophila och familjen daggflugor.
Artens utbredningsområde är Bolivia.